# سیتوکروم پی ۴۵۰
سیتوکروم P۴۵۰*(به انگلیسی: cytochrome P450) (با نام کوتاه شده CYP) یک خانواده گسترده از آنزیم هموپروتئینی است که در تمام موجودات زنده وجود دارد.
بخش بزرگی از آنزیم‌های پی۴۵۰ (یا چیپ) وظیفه کاتالیز کردن روند اکسیداسیون ترکیبات آلی را به عهده دارند. سوبستراها در آنزیم CYP شامل واسطه‌های متابولیک مانند لیپیدها و هورمون‌های استروئیدی، و همچنین به عنوان مواد زنوبیوتیک * مانند مواد مخدر و سایر مواد شیمیایی سمی هستند.
ایزوآنزیم CYP وظیفه عمده متابولیزم داروها را انجام می‌دهد. همچنین فعال شدن بسیاری ترکیبات شیمیایی در درون بدن توسط همین ایزوآنزیم‌ها انجام می‌گیرد.
وجود آنزیم‌های سیتوکروم پی۴۵۰ در همه موجودات زنده و در برخی ویروس‌ها نیز مشاهده شده‌است. تا امروز حدود ۱۱۰۰۰ گونه از این چیپ شناسایی شده است.

## نامگذاری چیپ‌ها
ژن‌ها آنزیم CYP را رمزگذاری کرده و هرآنزیم با نام اختصاری CYP عنوان می‌گردد، سپس توسط یک عدد که نشان دهنده خانواده ژن است آمده و یک حرف لاتین بزرگ نشان دهنده زیرخانواده و بر اساس اعداد دیگری که بیان‌گر ژن منحصربه‌فرد تعیین شده است اضافه می‌شود.

مثلاً CYP 2E1(یک گونه از چیپ) نام یک ایزوآنزیم دخیل در متابولیسم استامینوفن است. که پس از واژهٔ CYP عدد 2 نشان خانواده ژن و حرف E نماینده زیرخانواده آن و در پایان عدد 1 نماد ژن انحصاری خواهد بود. و بنابراین نامیدن پی۴۵۰ به شکل چیپ۴۵۰ اشتباهی جاافتاده در بین کاربران زیست‌شیمی است.

گاهی برای نام‌گذاری برخی آنزیم‌ها از روش دیگر نیز استفاده می‌شود. مثلاً به‌جای CYP5A1 از نام (ترومبوکسان) TBXAS1 استفاده می‌شود که سرنام واژه (ThromBoXane A2 Synthase 1) است.

The P450 catalytic cycle

## مکانیسم و کاربرد
سایت فعال در سیتوکروم P450 شامل یک هم (کوفاکتور دارای اتم آهن) است.آهن از طریق یک لیگاند تیول(thiolate) مشتق شده از باقی‌مانده سیستئین به پروتئین P450 باند می‌شود. این سیستئین دارای کناره‌های آزاد برای پیوند است.
چیپ‌ها در شاخه فارماکوکینتیک اهمیت می‌یابند٬ چراکه در متابولیزم داروهای مختلف شرکت دارند. اما در متابولیز کردن هرگروه از داروها نقش یک چیپ ویژه آن گروه و اثر سایر مواد بر این چیپ‌ها در فارماکولوژی نمود پیدا می‌کند. 
سایتوکروم ها نور را در 450 نانومتر به صورت اشباع شده با co2 جذب می کنند علت نام گذاری p450. 
این انزیم ها از o2  و nadph و h+ به عنوان سوبسترا استفاده می کند یکی از اکسیژن ها را به سوبسترا و یکی را به صورت اب ازاد می کنند . فرودوکسین در این واکنش واسطه است .تفاوت های افراد در  p450 می تواند باعث واکنش های متفاوت به دارو می شود که حوزه جدیدی را در علوم پزشکی تحت عنوان فارماکوژنومیکس گشوده است.

## خانواده CYP در انسان
انسان دارای ۵۷ ژن و ۵۹ شبه‌ژن است که به ۱۸ خانواده ژنتیک سیتوکروم و ۴۳ زیرخانواده آن تقسیم‌بندی می‌شود. در جدول زیر خلاصه‌ای از ژن‌ها و پروتئین‌هایی که کد می‌کنند آورده شده است.
| خانواده | عملکرد                                         | نام                                                                               |
| CYP1    | متابولیزم دارو و استروئید (بویژه استروژن)      | 1A1, 1A2, 1B1                                                                     |
| CYP2    | متابولیزم دارو و استروئید                      | 2A6, 2A7, 2A13, 2B6, 2C8, 2C9, 2C18, 2C19, 2D6, 2E1, 2F1, 2J2, 2R1, 2S1, 2U1, 2W1 |
| CYP3    | متابولیزم دارو و استروئید (شامل تستوسترون)     | 3A4, 3A5, 3A7, 3A43                                                               |
| CYP4    | متابولیزم اسید چرب و اسید آراشیدونیک           | 4A11, 4A22, 4B1, 4F2]], 4F3, 4F8, 4F11, 4F12, 4F22, 4V2, 4X1, 4Z1                 |
| CYP5    | ترومبوکسان و سنتز آن                           | Thromboxane-A synthase(5A1)                                                       |
| CYP7    | بیوسنتز اسید صفرا                              | 7A1, 7B1                                                                          |
| CYP8    | گوناگون                                        | 8A1 (سنتز پروستاسیکلین), 8B1 (بیوسنتز اسید صفراوی)                                |
| CYP11   | بیوسنتز استروئید                               | 11A1, 11B1, 11B2                                                                  |
| CYP17   | بیوسنتز استروئید، ۱۷ آلفا هیدروکسیلاز          | 17A1                                                                              |
| CYP19   | بیوسنتز استروئید: آروماتاز                     | 19A1                                                                              |
| CYP20   | عملکرد ناشناخته                                | 20A1                                                                              |
| CYP21   | بیوسنتز استروئید                               | 21A2                                                                              |
| CYP24   | شکستن ویتامین دی                               | 24A1                                                                              |
| CYP26   | هیدروکسیلاز رتینوئیک اسید                      | 26A1, 26B1, 26C1                                                                  |
| CYP27   | گوناگون                                        | 27A1 (بیوسنتز اسید صفراوی), 27C1 (عملکرد ناشناخته)                                |
| CYP39   | 7-alpha hydroxylation of 24-hydroxycholesterol | 39A1                                                                              |
| CYP46   | کلسترول 24-hydroxylase                         | 46A1                                                                              |
| CYP51   | بیوسنتز کلسترول                                | 51A1 (لانوسترول 14-alpha demethylase)                                             |